# 2-й Полевой переулок
Второ́й Полево́й переу́лок (до 21 июня 1930 года — Второ́й Полево́й переу́лок и Тре́тий Полево́й переу́лок) — переулок, расположенный в Восточном административном округе города Москвы на территории района Сокольники.

## История
Переулок получил своё название в конце XIX века по расположению на территории Сокольнического поля, 21 июня 1930 года к нему был присоединён Тре́тий Полево́й переу́лок.

## Расположение
2-й Полевой переулок проходит от улицы Олений Вал на юго-восток, пересекает 4-й Полевой переулок, с северо-востока к нему примыкает Большая Остроумовская улица, переулок проходит далее до улицы Стромынки, за которой продолжается как улица Барболина. Нумерация домов начинается от улицы Олений Вал.

## Примечательные здания и сооружения
По нечётной стороне:
По чётной стороне:
- д. 4 — детский сад № 77.

## Транспорт

### Трамвай
- 4л: от улицы Стромынки до улицы Олений Вал.
- 4пр: от улицы Олений Вал до улицы Стромынки.
- Трамвайное кольцо «Сокольническая застава»: проложено по улице Олений Вал, 4-м Полевому переулку и участку 2-го Полевого переулка между ними; является конечной для маршрутов Б, 25, 45.

### Метро
- Станция метро «Сокольники» Сокольнической линии и «Сокольники» Большой кольцевой линии (соединены переходом) — юго-западнее переулка, на Сокольнической площади.

## Фотогалерея
- Сокольники.
2-й Полевой переулок
- Сокольники.
2-й Полевой переулок